# Виттиг, Август
Август Виттиг (нем. August Wittig; 23 марта 1823, Майсен — 20 февраля 1893, Дюссельдорф) — немецкий скульптор академического направления дюссельдорфской школы, художник-педагог, профессор Дюссельдорфской Академии искусств.

## Жизнь и творчество
Фридрих Август Виттиг был родом из Майсена (Королевство Саксония), в 1843 году стал учеником Эрнста Ритшеля в Дрезденской академии искусств. Во время пребывания в Мюнхене Виттиг создал эскизы и подготовительные работы для группы фигур «Прощание Зигфрида с Кримхильдой», которую затем завершил в Дрездене. Саксонский король Фридрих Август II был настолько воодушевлен этим произведением, что назначил студенту-скульптору щедрую стипендию. Это позволило Виттигу весной 1849 года отправиться в учебную поездку в Италию, которая привела его через Флоренцию в Рим. Он жил и работал в Риме с октября 1849 года по конец марта 1864 года. С 1852 по 1856 год и в 1858 году он принимал участие в «Фестивалях Черваро» (Cervarofesten) Немецкой ассоциации художников.
В 1862 году Август Виттиг был назначен профессором скульптуры Дюссельдорфской академии искусств. В апреле 1864 года он приступил к преподавательской деятельности. В Дюссельдорфе Виттиг сыграл ключевую роль в создании региональной школы скульптуры.
В 1865 году он принял заказ на создание скульптурной группы «Агарь и Измаил», выполненной в Риме, из мрамора для Национальной галереи в Берлине. Он завершил эту работу в 1871 году и стал почётным членом Академии в Карраре.
Скульптор скончался в возрасте почти семидесяти лет и нашёл свое последнее пристанище на Северном кладбище в Дюссельдорфе.

## Галерея

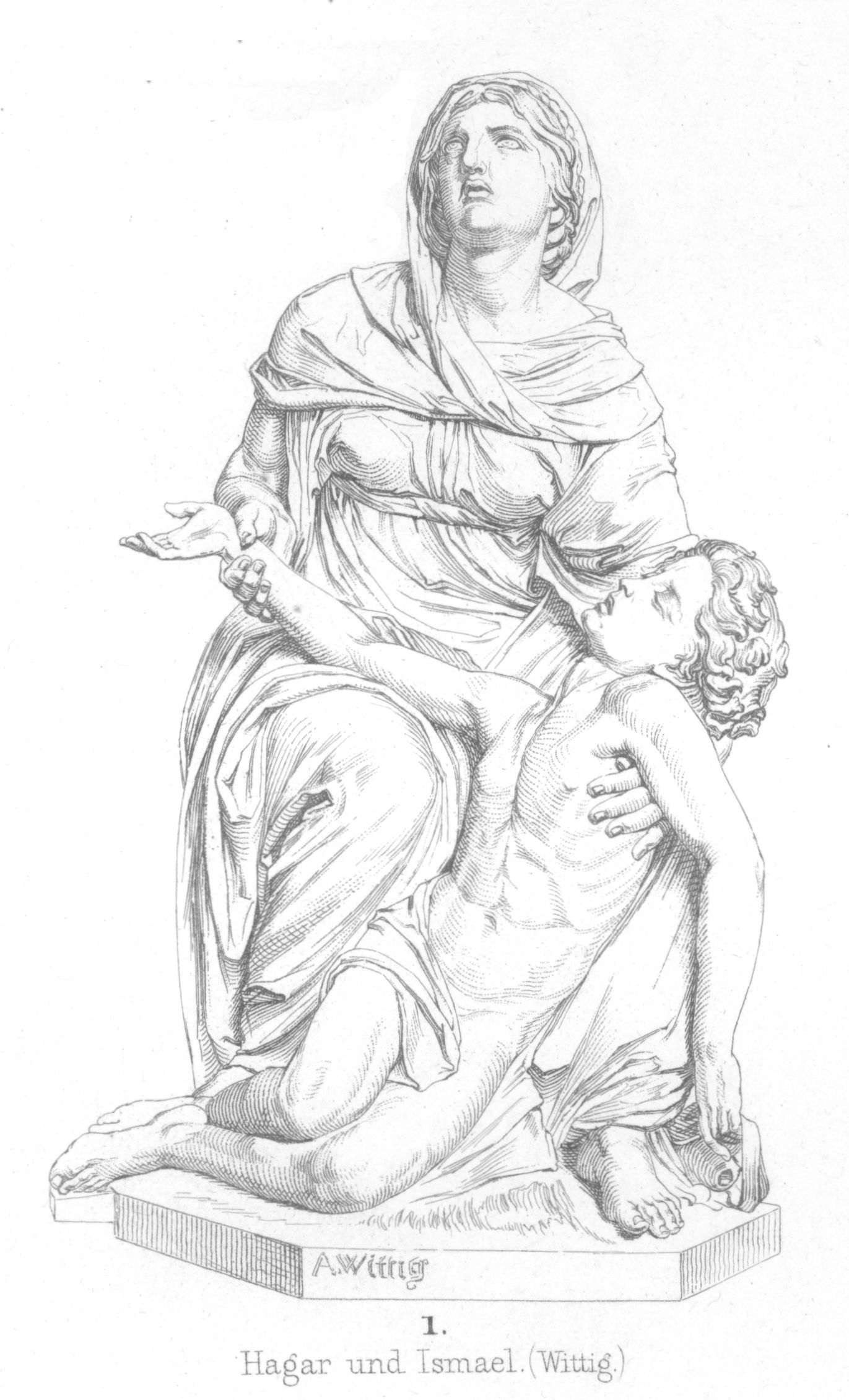
Агарь и Измаил. Рисунок. 1871. Скульптура: Мрамор. Старая национальная галерея, Берлин
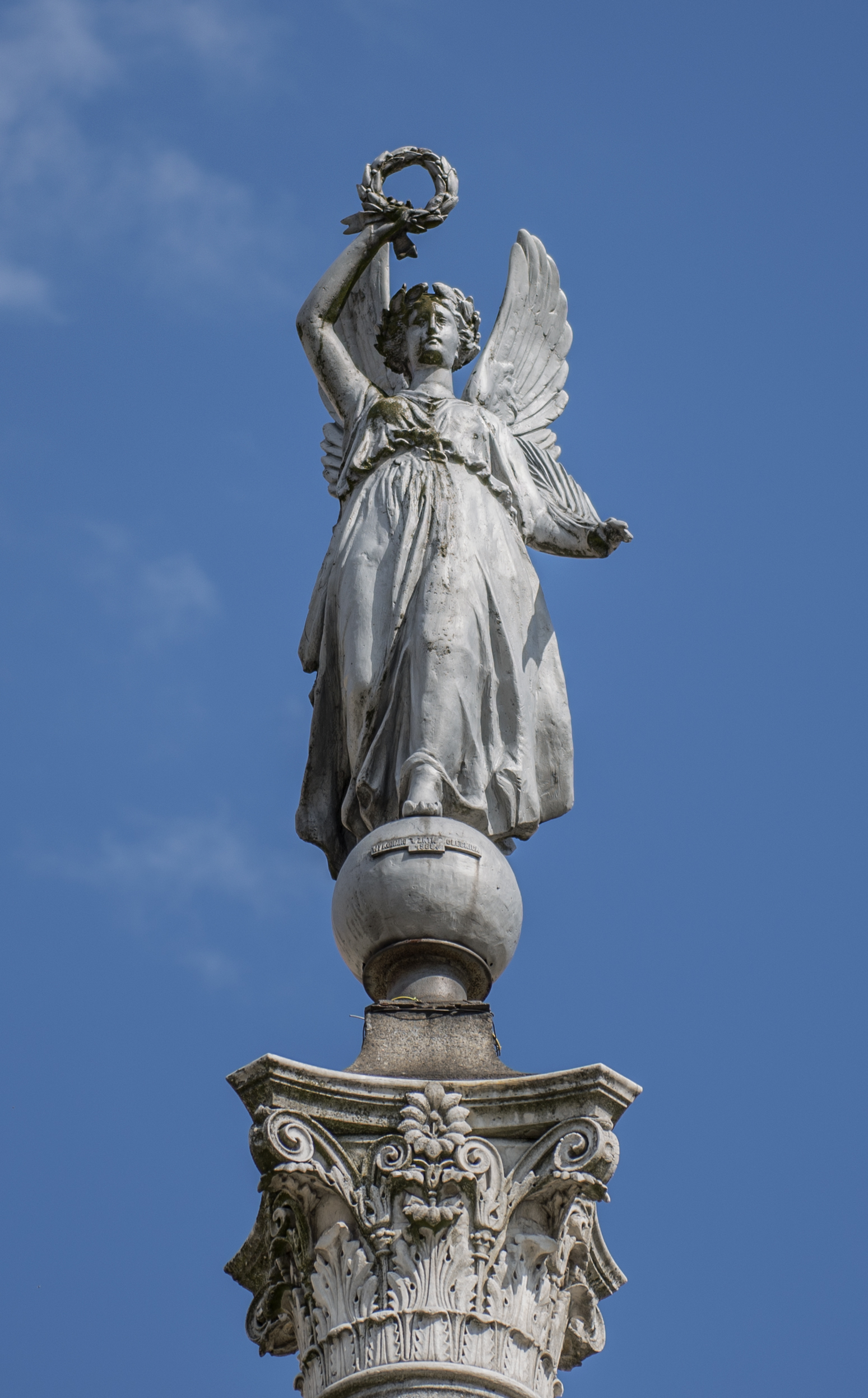
Колонна победы. Статуя Ники. 1873. Олесница, Польша
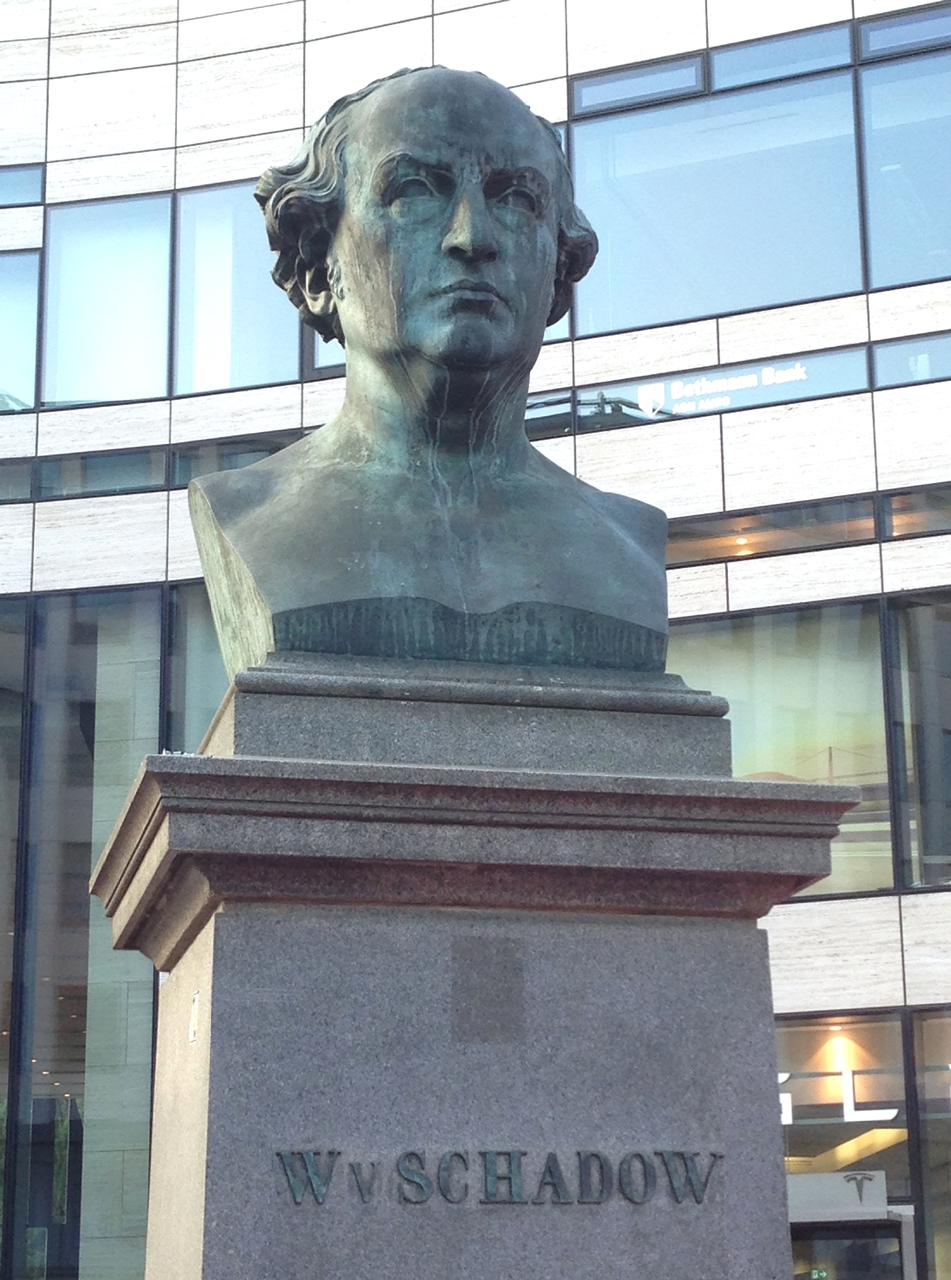
Памятник В. фон Шадову. 1869. Шадовплац, Дюссельдорф
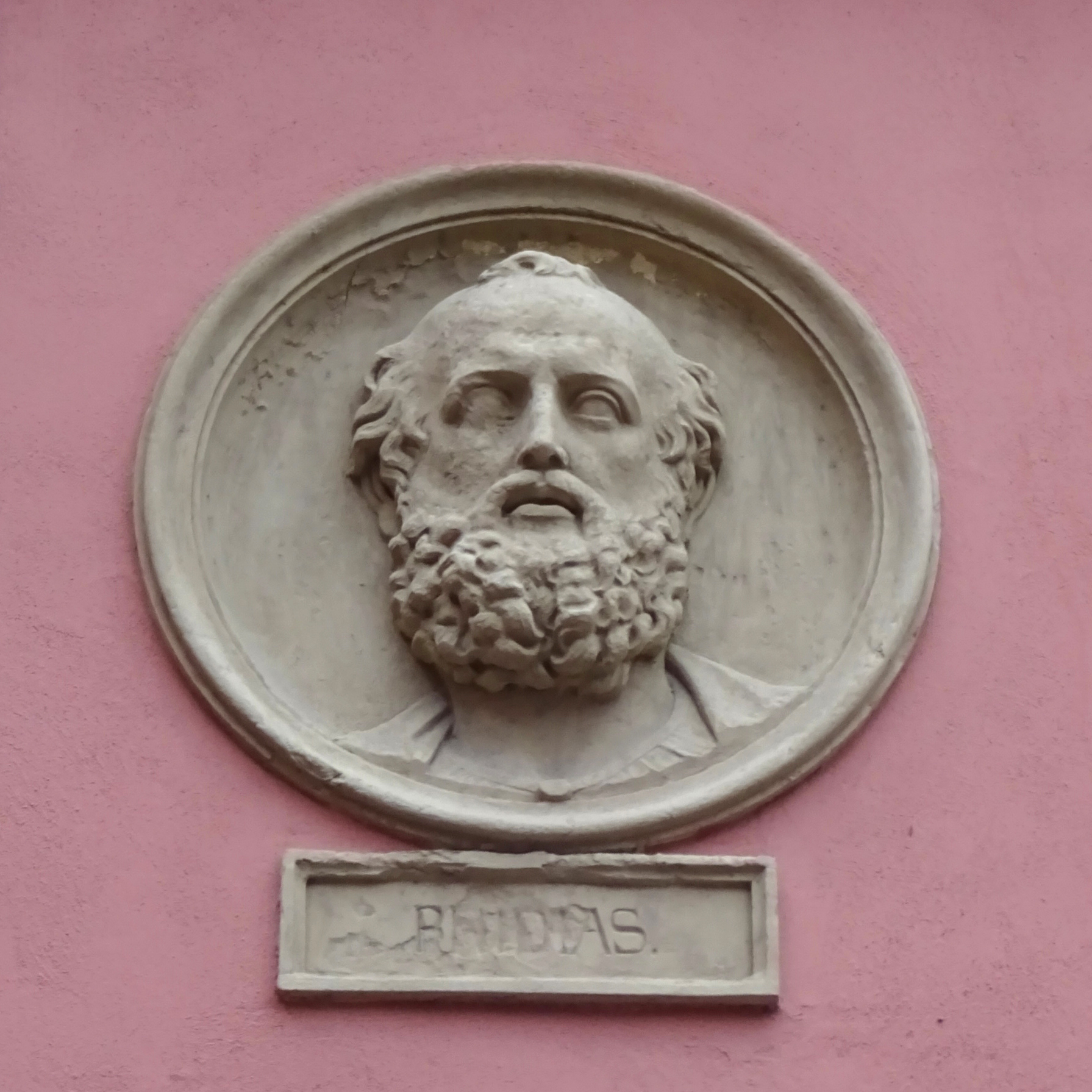
Фидий. Медальон. Бургплац. Здание Академии искусств, Дюссельдорф
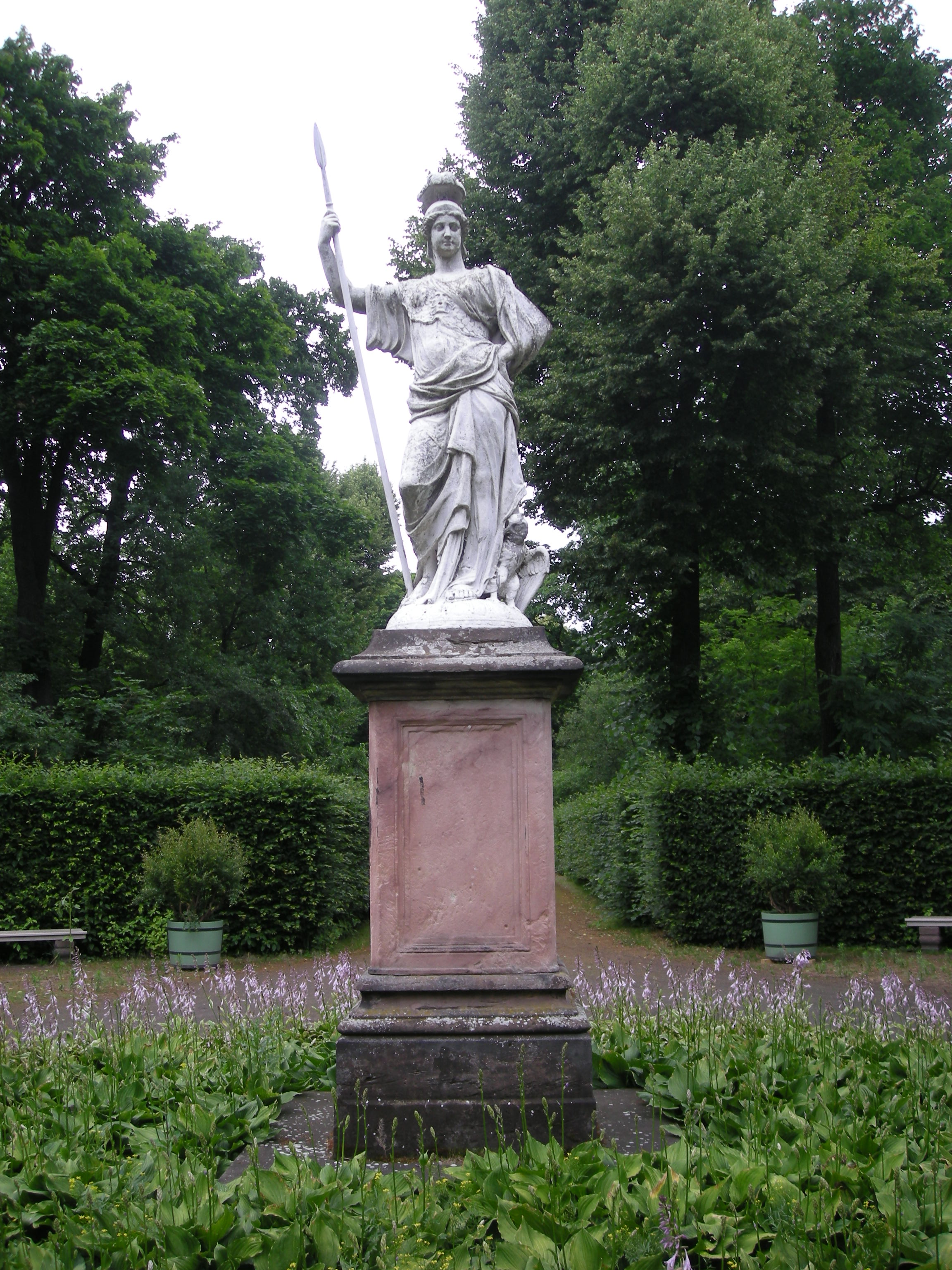
Минерва. Парк Шарлоттенбург, Берлин
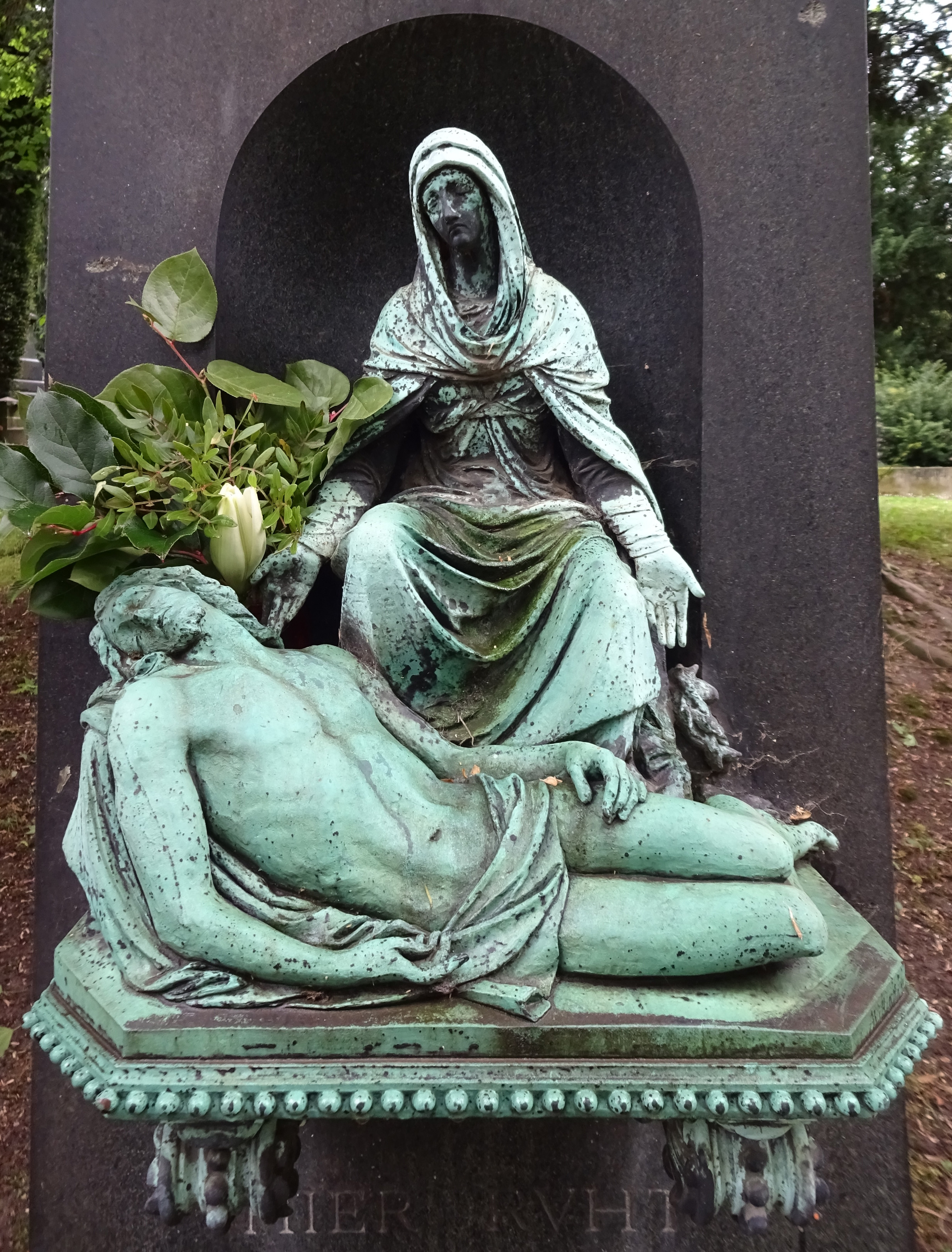
Оплакивание Христа. 1892. Надгробие А. Виттига. Северное кладбище, Дюссельдорф